# Igreja de São Mateus (Urzelina)

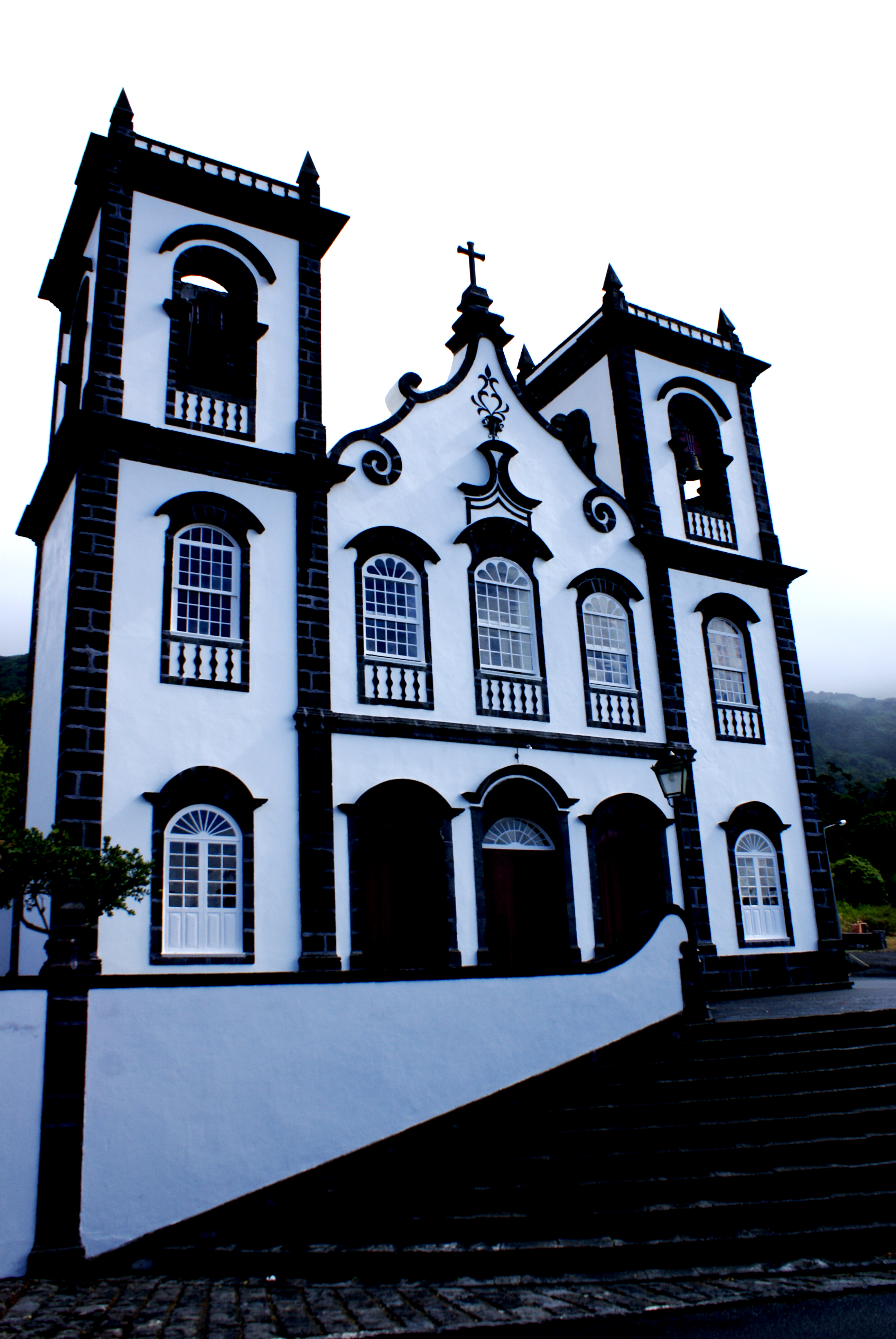
Igreja de São Mateus, fachada.

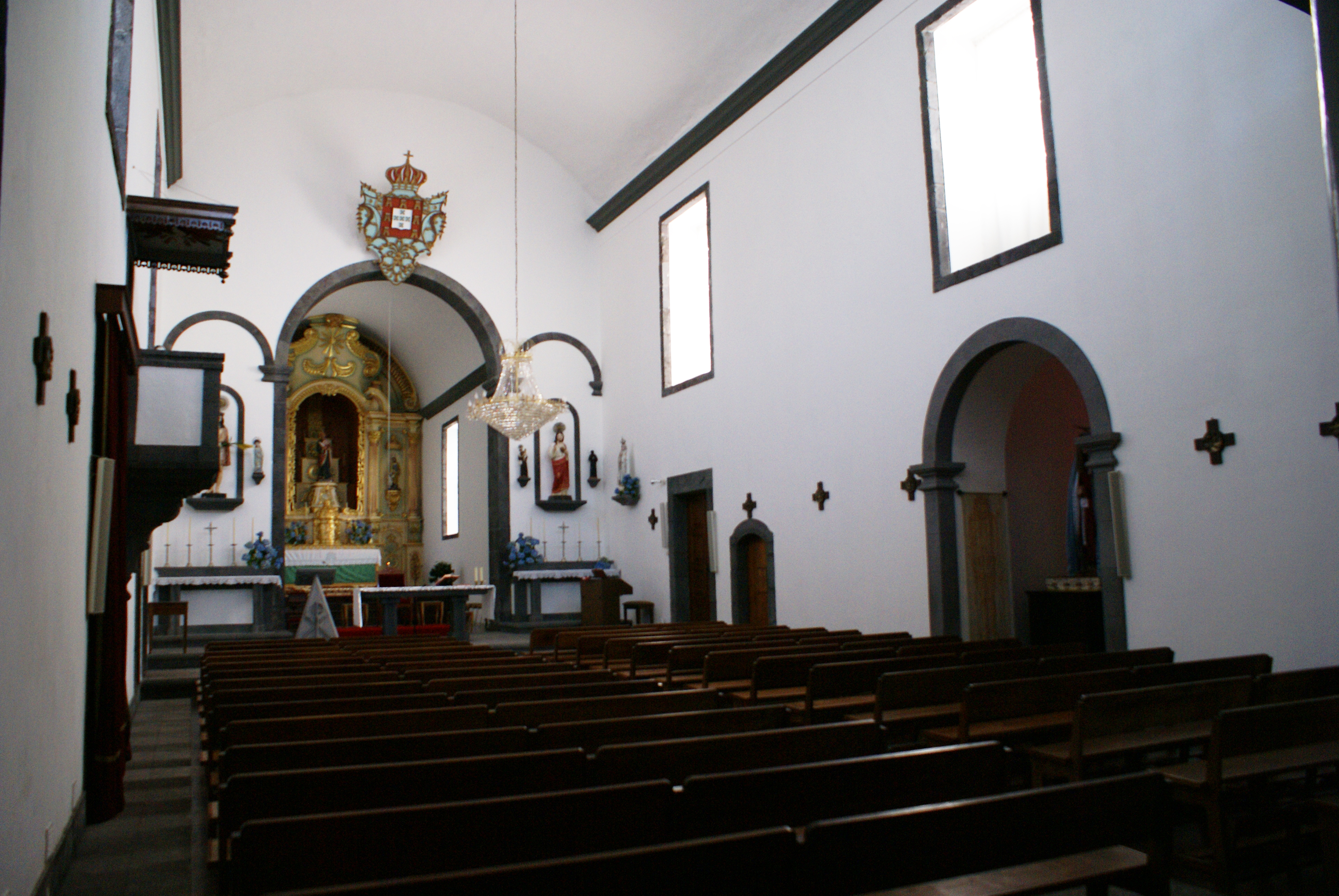
Igreja de São Mateus, nave.

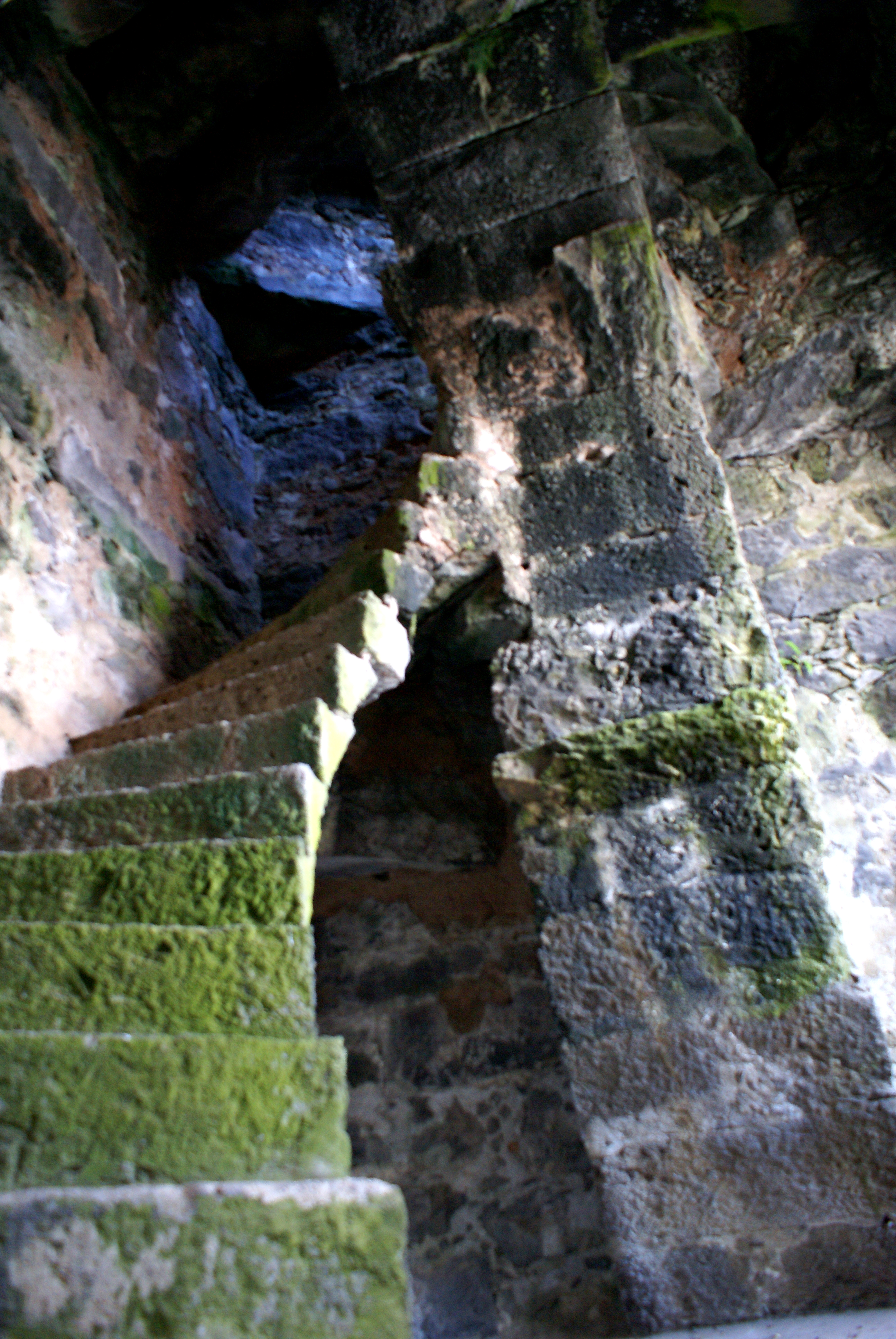
Igreja de São Mateus, escadaria de acesso a uma das torres sineiras.

A Igreja de São Mateus é uma igreja católica portuguesa localizada na freguesia de Urzelina, concelho de Velas, na ilha açoriana de São Jorge.
Fica situada no centro da freguesia, sendo a igreja paroquial de Urzelina. Começou a ser construída depois de 1822, para substituir a antiga igreja destruída pelo vulcão do dia 1 de Maio de 1808.
No tempo em que Silveira Avelar a evoca em 1902, este templo era considerado um dos melhores da Ilha de São Jorge. A iniciativa da sua construção pertenceu ao padre José António de Barcelos, que já era vigário de Urzelina, ao tempo da erupção. Foi ele quem abonou grande parte do dinheiro necessário para a sua conclusão, uma vez que as esmolas e os donativos do Estado não deram para toda a obra.
Conta o referido Silveira Avelar que este magnífico  templo, no dia 26 de Setembro de 1869, esteve em risco de se perder com um incêndio. Foi quando o sacristão, ao acender as luzes do camarim para a festa em honra do orago, o apóstolo São Mateus, o lume pegou de forma repentina e rapidamente passou ao tecto da igreja. O povo que enchia o templo começou a gritar de aflição, procurando fugir. O incêndio porém não logrou alastrar muito mais porque o senhor João Borges Cândido da Silveira e Melo, acompanhado dos executantes da filarmónica que no momento se encontrava no cruzeiro da igreja, acorreu à capela e conseguiu dominar o incêndio.
O cemitério da paróquia ficava junto desta igreja. Nele se fez o primeiro enterramento em 28 de Agosto de 1837. Em 1859, houve quem desse terreno para um cemitério em  lugar mais apropriado, mas o antigo continuou a servir.